# 英格兰教会教区列表

英国国教会教区
▉坎特伯雷教省
▉约克教省
（互动版本）

英格兰教会共有42个教区，每个教区都为一个主教所管辖。这些教区覆盖英格兰、马恩岛、海峡群岛和威尔士的一小部分。欧洲教区亦是英国国教会的一部分，覆盖整个欧洲大陆、摩洛哥以及前苏联国家。英国国教会的教区在宗教改革时期由天主教会原体系继承而来。宗教改革时一系列新的教区建立起来，然后就此停止，直至19世纪中叶才继续开始建立新教区，以应对日益增长的人口，尤其是在北方的工业城市中。最新的教区为西约克郡暨约克郡谷地教区，于2014年4月20日建立。在这之前，自1927年以来便没有新的教区建立。西约克郡暨约克郡谷地由三个过去的教区合并而成：布拉德福德教区、里彭暨利兹教区和韦克菲尔德教区。
现今的42个教区被划归为两个教省。南部的坎特伯雷教省包括30个教区，北部的约克教省则包括12个教区。坎特伯雷和约克的两个大主教对其教省内的主教拥有管辖权，并具有一些相应的权利和义务。所有教区都有自己的一个主教座堂，但西约克郡暨约克郡谷地教区则有三个并列的座堂。在所有教区中，德比教区的座堂最小，占面积仅为10,950平方英尺（1,000平方）。最古老的教区为索多暨马恩教区，于447年建立。一个教区于6世纪建立，8个于7世纪建立，2个于10世纪建立，5个于11世纪建立，2个于12世纪建立，5个于16世纪建立，7个于19世纪建立，10个于20世纪建立。教区管辖的领土同英国的行政区域一般不重合。

## 教区列表
| 教区 （主教）                         | 徽章   | 教省     | 地域 | 主教座堂                                          | 建立                                                             |
| ------------------------------------- | ------ | -------- | --- | ------------------------------------------------- | ---------------------------------------------------------------- |
| 巴斯暨韦尔斯 （主教）                 |        | 坎特伯雷 | 萨默塞特、北萨默塞特、巴斯和东北萨默塞特、多塞特的一些教区 | 韦尔斯座堂                                        | 909年 （韦尔斯教区）                                             |
| 伯明翰 （主教）                       |        | 坎特伯雷 | 伯明翰、山德威尔（除北部部分地区）、索利赫尔（除东部部分地区）、沃里克郡的部分地区、伍斯特郡的一些教区                                                                   | 伯明翰座堂                                        | 1905年                                                           |
| 布莱克本 （主教）                     |        | 约克     | 兰开夏郡（除东部和南部地区）、利物浦、曼彻斯特、威根的一些教区 | 布莱克本座堂                                      | 1926年11月12日 （由曼彻斯特教区分离）                            |
| 布里斯托尔 （主教）                   |        | 坎特伯雷 | 布里斯托尔、南格洛斯特郡南部三分之二地区、威尔特郡北部、斯温顿（除北部和南部地区）、格洛斯特郡的一些教区                                                                 | 布里斯托尔座堂                                    | 1542年                                                           |
| 坎特伯雷 （大主教）                   |        | 坎特伯雷 | 梅德韦以东的肯特郡 | 坎特伯雷座堂                                      | 597年                                                            |
| 卡莱尔 （主教）                       |        | 约克     | 坎布里亚郡，不包括泰恩河畔纽卡斯尔和布拉德福德 | 卡莱尔座堂                                        | 1133年                                                           |
| 切姆斯福德 （主教）                   |        | 坎特伯雷 | 埃塞克斯郡（除北部地区）、泰晤士河以北的东伦敦地区、南剑桥郡部分地区 | 切姆斯福德座堂                                    | 1914年                                                           |
| 切斯特 （主教）                       |        | 约克     | 柴郡、威勒尔半岛、梅西河以南的霍尔顿和沃灵顿、特拉福德（除北部地区）、斯托克波特（除北部和东部地区）、坦姆赛德东半部、德比郡部分地区、曼彻斯特部分地区和弗林特郡部分地区 | 切斯特座堂                                        | 1541年                                                           |
| 奇切斯特 （主教）                     | [ 37 ] | 坎特伯雷 | 西萨塞克斯郡（除北部地区）、东萨塞克斯郡（除北部地区）、肯特郡部分地区                                                                                                   | 奇切斯特座堂                                      | 1075年                                                           |
| 考文垂 （主教）                       |        | 坎特伯雷 | 考文垂、沃里克郡（除北部、西南部、南部地区）、索利赫尔部分地区 | 考文垂座堂                                        | 1918年                                                           |
| 德比 （主教）                         |        | 坎特伯雷 | 德比郡（除北部地区）、斯托克波特部分地区、斯塔福德郡部分地区 | 德比座堂                                          | 1927年                                                           |
| 达勒姆 （主教）                       |        | 约克     | 达勒姆（除西南和北部地区）、盖茨黑德、南泰因赛德、桑德兰、哈特尔浦、达灵顿、蒂斯河以北的斯托克顿                                                                         | 达勒姆座堂                                        | 990年                                                            |
| 伊利 （主教）                         |        | 坎特伯雷 | 剑桥郡（除西北部和南部地区）、诺福克郡西部地区、贝德福德郡部分地区 | 伊利座堂                                          | 1109年                                                           |
| 欧洲 （主教）                         |        | 坎特伯雷 | 欧洲（除大不列颠岛和爱尔兰岛）、摩洛哥、土耳其、亚洲的前苏联国家 | 直布罗陀座堂                                      | 1842年8月21日 （直布罗陀教区）                                   |
| 埃克塞特 （主教）                     |        | 坎特伯雷 | 德文郡（除东南部和西部地区）、普利茅斯、托贝 | 埃克塞特座堂                                      | 1050年                                                           |
| 格洛斯特 （主教）                     |        | 坎特伯雷 | 格洛斯特郡（除北部、南部和东部地区）、南格洛斯特郡北部三分之一地区、威尔特郡部分地区、沃里克郡西南部分地区、伍斯特郡南部部分地区                                         | 格洛斯特座堂                                      | 1541年                                                           |
| 吉尔福德 （主教）                     |        | 坎特伯雷 | 泰晤士河以南萨里郡西部三分之二地区（除东北部地区）、汉普郡东北部地区、大伦敦部分地区、西萨塞克斯郡部分地区                                                               | 吉尔福德座堂                                      | 1927年                                                           |
| 赫里福德 （主教）                     |        | 坎特伯雷 | 赫里福德郡、什罗普郡南半部地区、波伊斯和蒙茅斯郡部分地区 | 赫里福德座堂                                      | 676年                                                            |
| 西约克郡暨约克郡谷地（利兹） （主教） | [ 60 ] | 约克     | 里彭、布拉德福德、利兹、哈德斯菲尔德、韦克菲尔德 | （并列）： 里彭座堂 韦克菲尔德座堂 布拉德福德座堂 | 2014年4月20日 （由此解散布拉德福德、里彭暨利兹及韦克菲尔德教区） |
| 莱斯特 （主教）                       |        | 坎特伯雷 | 莱斯特郡、北安普顿郡部分地区、德比郡、沃里克郡 | 莱斯特座堂                                        | 679年                                                            |
| 利奇菲尔德 （主教）                   |        | 坎特伯雷 | 斯塔福德郡（除东南和西南部地区）、什罗普郡北半部地区、伍尔弗汉普顿、沃尔索尔;、山德维尔北半部                                                                            | 利奇菲尔德座堂                                    | 664年                                                            |
| 林肯 （主教）                         |        | 坎特伯雷 | 林肯郡、东北林肯郡、北林肯郡（除西部地区） | 林肯座堂                                          | 1074年                                                           |
| 利物浦 （主教）                       |        | 约克     | 利物浦、塞夫顿、诺斯利、圣海伦斯、威根（除北部和东部）、梅西河以北霍尔顿、西兰开夏郡大部分地区                                                                           | 利物浦座堂                                        | 1880年                                                           |
| 伦敦 （主教）                         |        | 坎特伯雷 | 伦敦城、泰晤士河以北的大伦敦（除东部和北部地区）、泰晤士河以北萨里郡、赫特福德郡部分地区                                                                                 | 圣保罗座堂                                        | 601年                                                            |
| 曼彻斯特 （主教）                     |        | 约克     | 曼彻斯特（除南部地区）、索尔福德、博尔顿、贝里、罗奇代尔、奥尔德姆、坦姆赛德西半部、威根部分地区、特拉福德、斯托克波特、兰开夏郡南部地区                                 | 曼彻斯特座堂                                      | 1848年                                                           |
| 纽卡斯尔 （主教）                     |        | 约克     | 诺森伯兰郡、泰恩河畔纽卡斯尔、北泰因赛德、坎布里亚郡东部地区、达勒姆郡部分地区                                                                                           | 纽卡斯尔座堂                                      | 1882年                                                           |
| 诺里奇 （主教）                       |        | 坎特伯雷 | 诺福克郡（除西部地区）、萨福克郡东北部分地区 | 诺里奇座堂                                        | 1096年                                                           |
| 牛津 （主教）                         |        | 坎特伯雷 | 牛津郡、伯克郡、白金汉郡、汉普郡部分地区和赫特福德郡 | 基督堂座堂                                        | 1542年                                                           |
| 彼得伯勒 （主教）                     |        | 坎特伯雷 | 北安普敦郡（除西部地区）、拉特兰、彼得伯勒（除东南部地区）、林肯郡部分地区                                                                                               | 彼得伯勒座堂                                      | 1541年                                                           |
| 朴次茅斯 （主教）                     |        | 坎特伯雷 | 汉普郡东南三分之一地区、怀特岛郡 | 朴次茅斯座堂                                      | 1927年                                                           |
| 罗彻斯特 （主教）                     |        | 坎特伯雷 | 梅德韦以西的肯特郡（除西南部地区）、梅德韦、布罗姆利区和贝克斯利区大部分地区、东萨塞克斯郡部分地区                                                                       | 罗彻斯特座堂                                      | 604年                                                            |
| 圣奥尔本斯 （主教）                   |        | 坎特伯雷 | 赫特福德郡（除南部和西部地区）、贝德福德郡（除北部和西部地区）、大伦敦部分地区                                                                                           | 圣奥尔本斯座堂                                    | 1877年                                                           |
| 圣埃德蒙兹伯里暨伊普斯威奇 （主教）   |        | 坎特伯雷 | 萨福克郡（除东北部分地区）、埃塞克斯郡部分地区 | 圣埃德蒙兹伯里座堂                                | 1914年                                                           |
| 索尔兹伯里 （主教）                   |        | 坎特伯雷 | 威尔特郡南部四分之三地区、多塞特郡（除东部地区）、汉普郡部分地区和德文郡                                                                                                 | 索尔兹伯里座堂                                    | 1078年                                                           |
| 设菲尔德 （主教）                     |        | 约克     | 谢菲尔德、罗瑟勒姆、唐克斯特（除东南部地区）、北林肯郡部分地区、巴恩斯利东北部分地区、东约克郡部分地区                                                                   | 设菲尔德座堂                                      | 1914年                                                           |
| 索多暨马恩 （主教）                   |        | 约克     | 马恩岛 | 皮尔座堂                                          | 447年                                                            |
| 萨瑟克 （主教）                       |        | 坎特伯雷 | 泰晤士河以南大伦敦（除布罗姆利区和贝克斯利区大部以及西南部分）、萨里郡东部三分之一                                                                                       | 萨瑟克座堂                                        | 1905年                                                           |
| 绍斯韦尔暨诺丁汉 （主教）             |        | 约克     | 诺丁汉郡、南约克郡部分地区 | 绍斯韦尔座堂                                      | 1884年                                                           |
| 特鲁罗 （主教）                       |        | 坎特伯雷 | 康沃尔郡、锡利群岛、德文郡部分地区 | 特鲁罗座堂                                        | 1877年                                                           |
| 温彻斯特 （主教）                     |        | 坎特伯雷 | 温切斯特（除东南部四分之一和东北部、西部和北部地区）、多塞特郡东部地区、海峡群岛                                                                                         | 温彻斯特座堂                                      | 662年                                                            |
| 伍斯特 （主教）                       |        | 坎特伯雷 | 伍斯特郡（除南部和北部地区）、伍尔弗汉普顿部分地区、山德威尔、格洛斯特郡北部地区                                                                                         | 伍斯特座堂                                        | 680年                                                            |
| 约克 （大主教）                       |        | 约克     | 约克、东約克郡（除西南部地区）、赫尔河畔金斯顿、雷德卡-克利夫兰、米德尔斯堡、北约克郡东半部地区、蒂斯河以南斯托克顿、利兹部分地区                                        | 约克座堂                                          | 625年                                                            |